# Skyspace-Lech

Le Skyspace-Lech est une œuvre d'art architecturale de type Skyspace conçue par l’artiste américain James Turrell dans le village de Lech en Vorarlberg (Autriche).

## Description
Le Skyspace-Lech se trouve à Tannegg (Oberlech) à 1 780 mètres d‘altitude avec vue sur le Biberkopf et l’Omeshorn. L'œuvre consiste en une salle ovale creusée dans la roche présentant une ouverture vers le ciel dans le plafond donnant l'impression « d'être immergé dans de la lumière ». Le Skyspace-Lech est ouvert au public depuis septembre 2018. Les dessins de l'artiste montrent un bâtiment en grande partie souterrain qui s'intègre dans le paysage. La salle principale est équipée d'un banc qui l'entoure et offre une vue dégagée sur le ciel. Le Skyspace-Lech peut accueillir un maximum de 30 visiteurs. L'accès est possible par un tunnel de 15 mètres de long.
|  |